# Manderstjerna (Adelsgeschlecht)

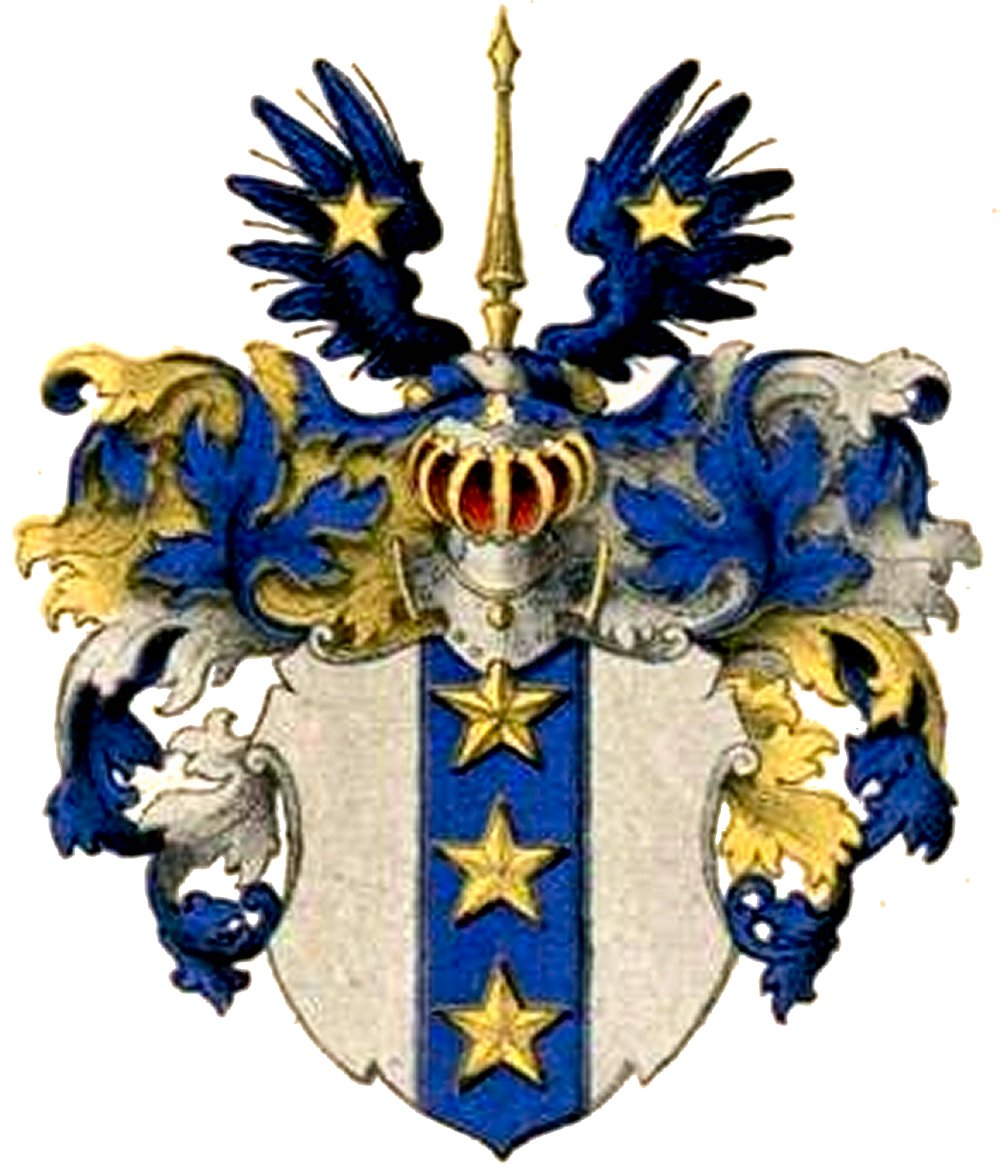
Familienwappen der Adelsfamilie Manderstjerna

Manderstjerna (auch Manderstierna) ist der Familienname eines deutsch-schwedisch-baltischen Geschlechts, dessen Herkunft in Schwedisch-Pommern zu finden ist. Aus diesem Geschlecht entstand eine Soldatenfamilie, die mehrheitlich in der Kaiserlich-russische Armee diente. Sie wurden in den schwedischen Adelsstand erhoben und in die Estländische- und Livländische Ritterschaft immatrikuliert.

## Geschichte
Der Goldschmied Georg Dargemann († 1688 in Stockholm) übersiedelte 1640 aus Wolgast nach Stockholm und wurde dort Hoflieferant für den schwedischen Königshof. Sein Sohn Johan Dargemann (* 1659 in Stockholm, † 1739 in Stockholm) war ein höherer Finanzbeamter des schwedischen Hofes und war seit 1692 im Herzogtum Bremen-Verden als Landesrentenmeister tätig. Ebenfalls im Jahre 1692 wurde er vom schwedischen König Karl XI. mit dem Namen „von Manderstjerna“ nobilitiert und 1693 in das Stockholmer Ritterhaus unter der Matrikelnummer 1239 introduziert. Im Jahr 1765 wurden sie unter der Matrikelnummer 251 in die Livländische Ritterschaft und 1839 in die Estländische Ritterschaft aufgenommen. Mit den Söhnen und Enkelsöhnen des Johann von Manderstjernas setzte sich die Linie fort:
- Georg (schwedisch: Göran) von Manderstjerna (* 1685 in Stockholm, † 1758 in Lundby) trat eine militärische Laufbahn an und diente in bremischen und holländischen Regimentern. 1711 wurde er Oberst im Bremischen Dragoner Regiment.
- Johann von Manderstjerna (* um 1690) diente als Leibpage bei König Karl XII. und versah seinen Militärdienst als Ordonnanzoffizier, Quartiermeister und Kornett in der schwedischen Leibschwadron. Als Rittmeister war er 1719 im Leibregiment zu Pferde eingesetzt und nahm 1740 als Oberstleutnant seinen Abschied. Danach wurde er in Gouvernement Estland ansässig und Herr auf Matzal.
  - Sten Georg von Manderstjerna (* 1743 auf Gut Matzal, † 1803 in Moskau)[3] war Erbherr von Schloss Leals sowie den Rittergütern Sippa und Heinrichshof in Estland. Er war russischer Rittmeister und Assessor am Oberlandgericht, letztlich war er Kastellan in Moskau. In erster Ehe war er mit Sophie von Tiesenhausen und in zweiter Ehe mit Hedwig von Stackelberg (1764–1837) verheiratet. Aus den beiden Ehen sind 17 Nachkommen hervorgegangen, von denen vier Söhne und ein Enkelsohn aus der kaiserlich-russischen Armee im Generalsrang verabschiedet wurden und ein Enkelsohn russischer Adelsmarschall war.

### Die russischen Generale
- Karl Friedrich von Manderstjerna (* 1785 auf Gut Matzal, † 1862 in Wiesbaden)[4] war Generalleutnant und Kommandant von Riga, General der Infanterie und von 1852 bis 1861 Kommandant der Peter-und-Paul-Festung in Sankt Petersburg. Er und seine Nachkommen erhielten 1839 das livländische Indigenat ⚭ Wilhelmine von Heyden (1796–1847)
  - Alexander Karlowitsch Nikolaus von Manderstjerna (* 1817 auf Gut Matzal, † 1888 in Sankt Petersburg/Warschau[5])[6][7], war seit 1838 Offizier in der kaiserlich-russischen Armee, 1862 Generalmajor und Flügeladjutant seiner K.H. Alexander III., Generalleutnant und Divisionskommandeur und letztlich im Jahre 1886 General der Infanterie ⚭ Constance Baronin von Rosen (1840–1897)
- August Georg Wilhelm von Manderstjerna (russisch: Август Егорович Мандерштерн, * 1789 in Matzal, † 1846 in Helsingfors) war Generalleutnant[8][9]
- Alexei Woldemar von Manderstjerna (Алексей Егорович Мандерштерн * 1790 in Reval, † 1849 in Narva) war Generalmajor
- Johann Theodor Eugenius von Manderstjerna (Евгений Егорович Мандерштерн, * 1793 auf Gut Matzal, † 1866 bei Dünamünde, Grabstätte in Moskau) war Generalleutnant und Kommandant von Dünamünde
  - Alix von Manderstjerna (1834–1889) war russischer Adelsmarschall im Gouvernement Poltawa ⚭ Anastasia Freiin von Wrangell (1838–1899)

## Wappen
Das Wappen zeigt einen blauen, mit drei fünfspitzigen goldenen Sternen, belegten senkrechten Balken im silbernen Wappenschild. Auf dem Helm eine goldene Pike zwischen einem blauen Flug, der auf beiden Seiten mit einem wiederholten Stern erscheint. Die Helmdecken sind blau und abwechselnd mit Gold und Silber gefüttert.

## Besitzungen
Die Familie Manderstjerna war im Besitz von Schloss Leal, Heinrichshof, Sippa und Matzal.

### Rittergut Matzal

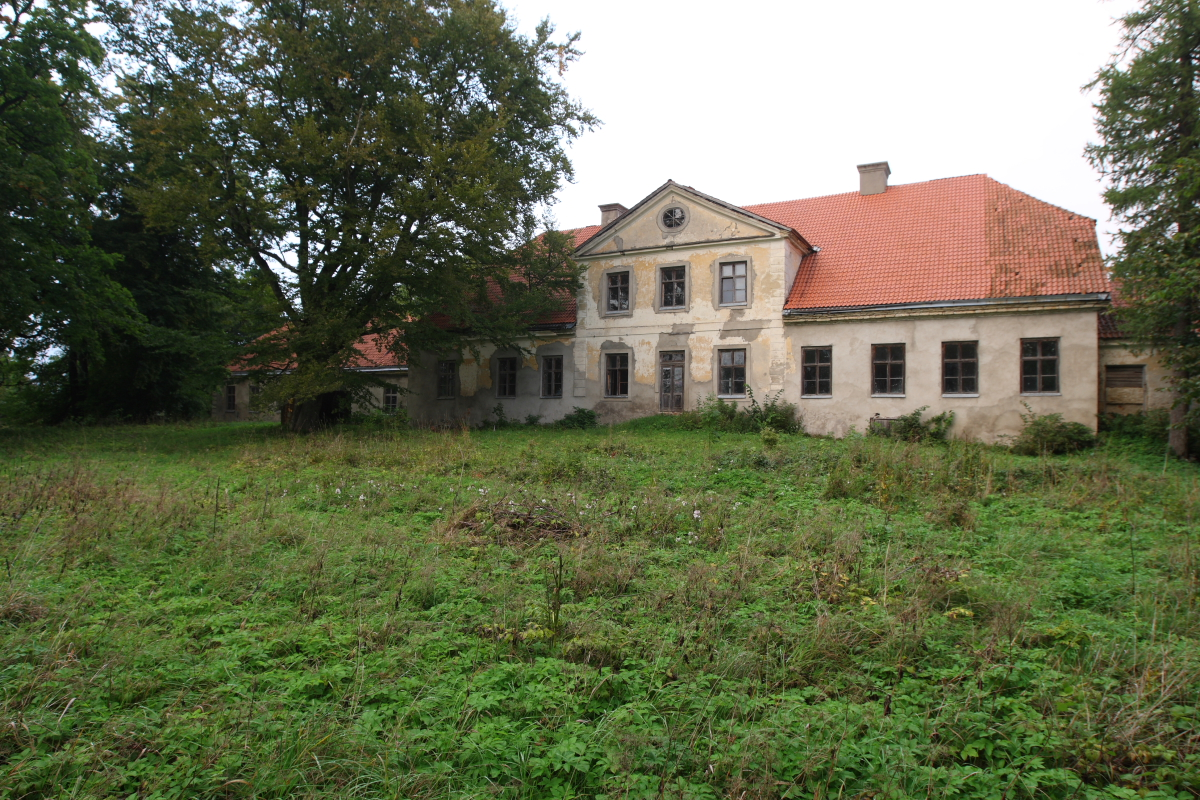
Herrenhaus auf dem Gut Matzal (2010)

Das aus dem Mittelalter stammende Gut gehörte zuerst dem Deutschen Orden, später den Familien von Derfelden, von Manderstierna, von Stackelberg, von Nasackin, von Uexküll und von Hoyningen-Huene. Das aus drei getrennten Blöcken bestehende frühklassizistische Hauptgebäude wurde Ende des 18. Jahrhunderts gebaut und im 19. Jahrhundert umgebaut.

### Schloss Leal

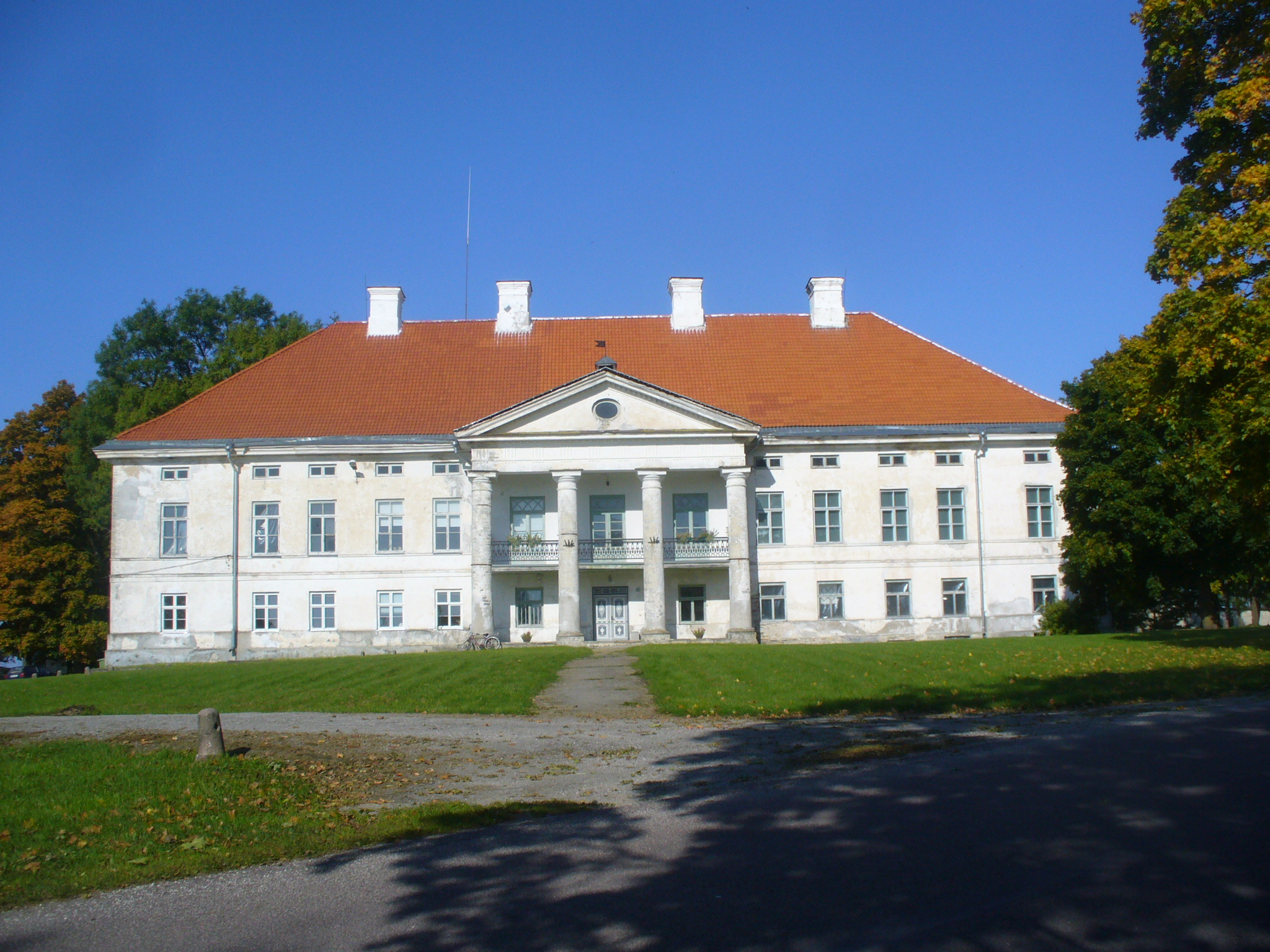
Herrenhaus (Schloss) Leal (2008)

Das Gut wurde im Mittelalter als eine gemeinsame Burg des Deutschen Ordens und des Bistums Saare-Lääne/Oesel-Wiek gegründet. Später gehörte es den Familien Tott, von Stackelberg, von Wistinghausen sowie von Buxhoevden. Das majestätische zweistöckige klassizistische Hauptgebäude wurde 1824 errichtet. Heute befindet sich dort das Museum von Lihula/Leal.

### Gut Heinrichshof
Das Dorf Kolu bestand ab 1482 und wurde 1495 in Kollow umbenannt, das Gut war zunächst als Hof Corpes bekannt. 1771 wurde das Gut abgetrennt und später wieder dem Dorf Kolu zugeordnet. Das eigentliche Rittergut wurde 1772 gegründet und gehörte der Adelsfamilie von Ungern-Sternberg. Das neogotische Hauptgebäude wurde in den 1860er Jahren errichtet. Anfang des 20. Jh. wurde es in kleinerem Umfang und in veränderter Form wiederaufgebaut. Heute ist es im Privatbesitz.

### Gut Sippa
Sippa (estnisch Sipa) war ein Beigut zum Schloss Leal und war ab 1765 gemeinsam mit dem Gut Pennijöggi in einer Hand. Ab 1853 war es ein Hof und ist heute das Dorf Sippa. Es gehörte längere Zeit den Adelsfamilien von Fersen und von Wetter-Rosenthal. Das in der zweiten Hälfte des 18. Jahrhunderts errichtete barocke Hauptgebäude wurde nach einer Brandstiftung im Jahre 1905 in seiner ursprünglichen Form wiederaufgebaut. Im Haus sind eine Schule, das lokale Kulturhaus untergebracht und es bietet Räume für die Gemeindeverwaltung an. Sehenswert sind die Rokoko-Verzierungen der Giebel.